# Kardinalska imenovanja pape Martina V.
Papa Martin V. za vrijeme svoga pontifikata (1417. – 1431.) održao je 4 konzistorija na kojima je imenovao ukupno 17 kardinala.

## Konzistorij 23. lipnja 1419. (I.)
1. Baldassare Cossa, bivši protupapa Ivan XXIII.

## Konzistorij 23. srpnja 1423. (II.)
1. Domingo Ram i Lanaja, reg. kanonik sv. Augustina, leridski biskup, Španjolska
2. Domenico Capranica, fermski biskup

Prema djelu Essai de liste générale des cardinaux. VII. Les cardinaux de la fin du XVe siecle, Annuaire Pontifical Catholique 1932., 1932., s. 131, papa Martin V. bio je prvi papa koji je imenovao kardinale ne objavljujući ih istovremeno. Ta tajna imenovanja nisu ista kao i kardinali koji su imenovani i pridržani in pectore, koji su poznati samo papi, dočim su ovi prvi poznati i ostalim kardinalima. Papa Pavao III. prvi je imenovao kardinale in pectore.

## Konzistorij 24. svibnja 1426. (III.)
1. Jean de la Rochetaillée, ruanski nadbiskup, Francuska
2. Louis Aleman, C.R.S.J., nadbiskup Arlesa, Francuska[a]
3. Henry Beaufort, vinčesterski biskup, Engleska
4. Johann von Bucka, O. Praem., olomučki biskup, praški administrator
5. Antonio Casini, sienski biskup
6. Niccolo Albergati, O.Carth., bolonjski biskup[b]
7. Raimond Mairose, biskup Castresa, Francuska
8. Juan de Cervantes, seviljski arhiđakon i prokurator kastiljskoga kralja u Rimskoj kuriji
9. Ardicino della Porta, stariji, konzistorijalni odvjetnik
10. Hugues de Lusignan, nikozijski nadbiskup i jeruzalemski naslovni patrijarh
11. Prospero Colonna, nećak Njegove Svetosti, apostolski bilježnik[c]
12. Giuliano Cesarini, stariji, saslušatelj Svet Rimske rote[c]

## Konzistorij 8. studenoga 1430. (IV.)
1. Juan Casanova, O.P., biskup Elnea, Francuska[d]
2. Guillaume Ragenel de Montfort, biskup Saint Maloa, Francuska[e]